# Oštiepok

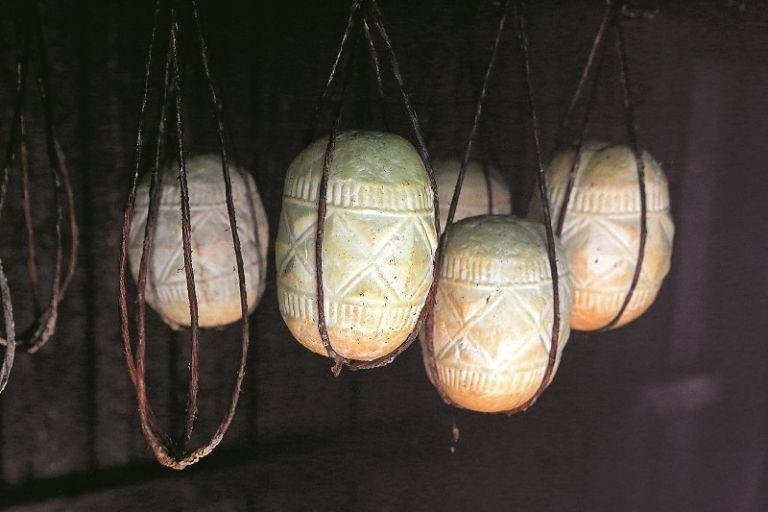
Tradycyjny sposób wędzenia oštiepka

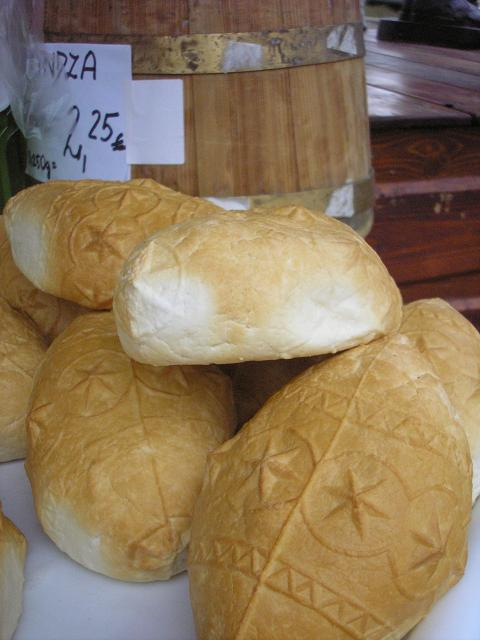
Sprzedaż serów

Oštiepok (wym. /ɔʂˈcie.pɔk/) – słowacki ser wytwarzany z mleka owczego lub krowiego. Pod względem swojej historii i tradycyjnego sposobu produkcji zbliżony do polskiego oscypka.

## Historia
W XVI wieku hodowla owiec na terenie dzisiejszej Słowacji przeniosła się z Niziny Naddunajskiej na północ i wschód, na tereny górskie. Pierwsze udokumentowane wzmianki o wytwarzaniu sera owczego – oštiepka – datowane są na początek XVIII wieku. Produkcja przemysłowa na niewielką skalę, z wykorzystaniem dodatku mleka krowiego, rozpoczęła się w roku 1921 w Detvie (rodzina Galbavých), jednak nowoczesne metody produkcyjne ustalono i wprowadzono w życie w latach 60. i 70. XX wieku.

## Charakterystyka
Oštiepok to tradycyjny półtłusty, półtwardy ser słowacki. Wytwarzany jest bądź to z mleka owczego, mieszaniny mleka owczego i krowiego, bądź – rzadziej – wyłącznie z mleka krowiego. Charakterystyczny dla tego rodzaju sera jest jego kształt: jajowaty, owalny lub przypominający szyszkę, zdobiony w regionalne wzory. Skórka sera jest twarda, gładka i połyskująca.
Pod względem barwy ser jest biały przechodzący w maślanożółty ze złotożółtą przechodzącą w złotobrązową skórką. Smak i zapach określane są jako „łagodne, przyjemnie, lecz wyraźnie serowe, delikatnie pikantne przechodzące w kwaskowate, lekko słone, typowy zapach dymu uzyskany dzięki wędzeniu”. Konsystencja oštiepka jest zwarta, dość sztywna, lekko łamliwa; na przecięciu dopuszcza się niewielkie pęknięcia i otwory.
Kolor, smak i aromat ser zawdzięcza przede wszystkim wędzeniu, które tradycyjnie odbywa się w bacówkach albo, w przypadku produkcji przemysłowej, w zakładach mleczarskich. W zależności od dokładnego miejsca i sposobu przygotowania oštiepok wykazuje znaczne zróżnicowanie.
Przeciętnie sucha masa w tym rodzaju sera wynosi ok. 58%, z czego 49% stanowi tłuszcz. Wartości minimalne tych parametrów to odpowiednio 48% i 38%.

## Wytwarzanie
Oscypek słowacki produkuje się z mleka owczego pozyskiwanego od owiec rasy Valaška, Zošľachtená valaška oraz Cigája oraz krowiego od krów ras Slovenské strakaté, Čiernostrakaté, Červenostrakaté i Pinzgavské.
W produkcji metodami pasterskimi nie istnieje jednorodny sposób wytwarzania sera. Co do zasady mleko krótko po ręcznym dojeniu ogrzewa się do temperatury ok. 32 °C, zaprawia się podpuszczką, która w ciągu ok. pół godziny doprowadza do utworzenia się skrzepu. Ten dwukrotnie miesza się i tnie na ziarno o średnicy 5–10 mm. Dalej następuje formowanie sera. Ręcznie tworzy się bryły o masie 300–800 g, którym następnie, po odciśnięciu serwatki, nadaje się pożądany kształt przy pomocy drewnianych pierścieni z wyciętym wzorem (por. oscypiorka). Tak uzyskane oštiepki macza się w gorącej wodzie lub serwatce (55–70 °C), a następnie w chłodniejszej solance (roztwór 10 l wody i 1,6–2 kg soli, czas w zależności od wielkości sera 3–10 h, a nawet do 24 h). Kolejno ser wiesza się do wyschnięcia w lekkim przewiewie w specjalnej rzemiennej uprzęży. Ostatnim punktem całego procesu jest wędzenie zimnym dymem drzewnym, które w zależności od sposobu i pożądanego efektu może trwać 6–10 dni (w szałasie), 1–3 dni (w wędzarni) lub 3–4 h (w wędzarniach skrzyniowych).
W przypadku produkcji przemysłowej mleko jest pasteryzowane (minimum 73 °C przez 15 sekund), podgrzewane do 32–38 °C, po czym dodaje się kultury bakterii mlekowych. Następnie mleko zaprawia się podpuszczką, a powstały skrzep miesza się do powstania ziarna o wielkości ok. 4–6 mm. Uzyskany produkt prasuje się i usuwa z niego serwatkę (w tym czasie w serze przebiega proces fermentacji). Później następuje parzenie (w temperaturze min. 55 °C), kształtowanie w formach i chłodzenie. Kolejno ser przekłada się do kąpieli solnej (temperatura 12 °C, w zależności od wielkości sera do 24 h). Końcowo suszy się go i potencjalnie wędzi (oštiepok może, choć nie musi być wędzony lub parzony). Wędzenie w warunkach przemysłowych, na wózkach wędzarniczych trwa nie więcej niż 4 godziny w temperaturze nie wyższej niż 30 °C.

## Ochrona nazwy
Nazwa „Slovenský oštiepok” 22 listopada 1967 roku została zapisana w rejestrze Światowej Organizacji Własności Intelektualnej ONZ oraz chroniona jest na mocy szeregu umów dwustronnych (ze Szwajcarią, Austrią i Portugalią) z lat 70. i 80. XX wieku.
Przed 2007 rokiem, na etapie składania wniosków o nadanie statusu nazw chronionych w rozumieniu prawodawstwa Unii Europejskiej doszło do sporu pomiędzy Słowacją a Polską odnośnie wspólnego oznaczenia wędzonych serów owczych. Ostatecznie różnice w procesie produkcji doprowadziły do zgłoszenia dwóch oddzielnych wniosków – dotyczących polskiego oscypka oraz słowackiego oštiepka. Ten ostatni pod nazwą slovenský oštiepok (polszczone w unijnym tłumaczeniu do „oscypek słowacki”) 25 września 2008 roku został zarejestrowany jako chronione oznaczenie geograficzne. Wyznaczony obszar, na którym oštiepok może być wytwarzany, to cała górzysta cześć Słowacji (poza Niziną Naddunajską), która stanowi ok. 80% terytorium kraju – od Białych Karpat na zachodzie po Wyhorlat na wschodzie.
Zgodnie z polsko-słowackimi ustaleniami z 2005 roku różnice pomiędzy oboma serami przejawiają się przede wszystkim w sposobie ich przygotowania (oscypek jest wytwarzany wyłącznie metodą pasterską, oštiepok także przemysłową, a w konsekwencji wędzenie oscypka odbywa się jedynie w bacówkach, podczas gdy oštiepok może być wędzony także poza miejscem przygotowania). Ponadto ser polski musi być produkowany z co najmniej 60% z mleka owczego, podczas gdy standardowo jego słowacki odpowiednik bywa przygotowywany w 80% z mleka krowiego. Różnice występują też w ich wyglądzie zewnętrznym (charakterystyczny wrzecionowaty kształt oscypka oraz bardziej owalny oštiepka) i rozmiarze (masa sera polskiego to zwykle 700–900 g, słowackiego – 300–800 g).
Pomimo rejestracji chronionego oznaczenia slovenský oštiepok, w 2023 roku żaden ze słowackich producentów nie korzystał z tej nazwy. Powoływano się przy tym na negatywny wpływ, jaki na cenę końcowego produktu oraz popyt na niego miałoby poddanie się przez producentów procesowi certyfikacji.